# FA Premier League 1992-1993
La FA Premier League 1992-1993 è stata la 94ª edizione della massima serie del campionato inglese di calcio nonché la prima edizione della Premier League, associazione formatasi il 27 maggio 1992 dalle squadre della First Division, dimessesi dalla Football League a causa di dissidi con la federazione per la ripartizione di diritti televisivi. È stato disputato tra il 15 agosto 1992 e il 9 maggio 1993 e si è concluso con la vittoria del Manchester Utd, al suo ottavo titolo.
Capocannoniere del torneo è stato Teddy Sheringham (Tottenham) con 22 reti.

## Stagione

### Novità
Al posto delle retrocesse Luton Town, Notts County e West Ham Utd sono saliti dalla Second Division l'Ipswich Town, il Middlesbrough e, dopo aver vinto i play-off, il Blackburn.

### Avvenimenti
Il campionato vide la vittoria finale del Manchester Utd, che ritornò al successo ventisei anni dopo l'ultimo trionfo. Il torneo fu caratterizzato da una inedita sfida a tre per il titolo tra i Red Devils, l'Aston Villa di Ron Atkinson e la rivelazione Norwich City del giovane bomber Chris Sutton. Furono proprio i gialloverdi a prendere la vetta della classifica sin dalle prime battute del torneo, provocando il primo grande shock sin dalla giornata inaugurale quando sotto di due reti ad Highbury ribaltarono il risultato vincendo per 2-4 contro un Arsenal che da favorito si ritrovò fuori dai giochi per il titolo e dovette puntare sulle coppe per salvare la stagione.
Altra squadra rivelazione fu il neopromosso Blackburn, allenato da Kenny Dalglish e guidato in campo dal neoacquisto Alan Shearer. Il club del Lancashire divide la vetta della graduatoria con i Canaries fino al periodo natalizio quando un infortunio costringerà Shearer a saltare la seconda parte della stagione e di conseguenza le ambizioni titolate del club svanirono. Alla fine del 1992 il vantaggio dei gialloverdi che ad un certo punto era arrivato ad essere di ben 8 punti si era dissolto a causa di una prima crisi di risultati. Ne approfittarono l'Aston Villa ed il Manchester United con questi ultimi che dopo un inizio incerto iniziarono ad ingranare grazie anche all'acquisto di Éric Cantona dai rivali del Leeds Utd. Il francese, lasciato partire troppo frettolosamente da un Howard Wilkinson in piena crisi (i campioni in carica si ritrovarono per tutta la stagione a battagliare nella parte bassa della classifica riuscendo nell'impresa di non vincere neanche una gara lontani da Elland Road), spostò gli equilibri in favore della squadra mancuniana.
Lo scontro diretto di Old Trafford si chiuse sul pareggio ma nelle giornate finali fu la squadra di Alex Ferguson a prevalere vincendo tutti gli ultimi 7 incontri compreso un importantissimo 2-1 nei minuti di recupero sullo Sheffield Weds, risultato fondamentale per operare il sorpasso sui Villans che invece persero strada perdendo punti pesanti negli scontri diretti a Norwich e Blackburn. La sconfitta interna della squadra di Birmingham contro l'Oldham Athletic alla penultima giornata diede matematicamente la certezza del titolo al Manchester United che chiuse il torneo con un vantaggio di ben 10 punti. Il Norwich terminò al terzo posto e centrò una storica qualificazione alla Coppa UEFA pur chiudendo il torneo con una differenza reti negativa. L'Inghilterra fu considerata per ricevere un ulteriore posto in seguito al contemporaneo scandalo di calcio polacco, ma essendo già stata omaggiata la Scozia e sembrando eccessivo dare tutto alle isole britanniche, si girò il posto all'Ungheria. Al quinto posto chiuse il QPR, prima squadra londinese in graduatoria.
La prima stagione della Premier League segnò la fine di un'epoca per il Nottingham Forest. Indebolito dalla vendita di alcuni giocatori chiave come Teddy Sheringham (vincitore della classifica cannonieri), il club due volte campione d'Europa stazionò per tutta la stagione sul fondo della graduatoria. Brian Clough annunciò in primavera il ritiro al termine della stagione ma non riuscì nell'ultimo miracolo e la squadra abbandonò la massima serie dopo 16 anni di trionfi in campo nazionale e internazionale.
Lo stesso destino toccò al Middlesbrough che non riuscì a dare seguito alle buone prestazioni fornite nella prima metà di campionato. L'ultima squadra a retrocedere, nonostante ben 49 punti, fu il Crystal Palace che venne beffato all'ultima giornata dall'Oldham Athletic che si salvò grazie alla migliore differenza reti nei confronti del club londinese. I Latics vinsero le ultime tre partite di campionato e riuscirono nella disperata impresa di mantenere la categoria per il secondo anno consecutivo.

## Squadre partecipanti
| Squadra           | Stagione | Città         | Stadio               | Stagione precedente                                   |
| ----------------- | -------- | ------------- | -------------------- | ----------------------------------------------------- |
| Arsenal           | dettagli | Londra        | Arsenal Stadium      | 4º posto in First Division                            |
| Aston Villa       | dettagli | Birmingham    | Villa Park           | 7º posto in First Division                            |
| Blackburn         | dettagli | Blackburn     | Ewood Park           | 6º posto in Second Division, promosso dopo i play-off |
| Chelsea           | dettagli | Londra        | Stamford Bridge      | 14º posto in First Division                           |
| Coventry City     | dettagli | Coventry      | Highfield Road       | 19º posto in First Division                           |
| Crystal Palace    | dettagli | Londra        | Selhurst Park        | 10º posto in First Division                           |
| Everton           | dettagli | Liverpool     | Goodison Park        | 12º posto in First Division                           |
| Ipswich Town      | dettagli | Ipswich       | Portman Road         | 1º posto in Second Division, promosso                 |
| Leeds Utd         | dettagli | Leeds         | Elland Road          | 1º posto in First Division                            |
| Liverpool         | dettagli | Liverpool     | Anfield              | 6º posto in First Division                            |
| Manchester City   | dettagli | Manchester    | Maine Road           | 5º posto in First Division                            |
| Manchester Utd    | dettagli | Manchester    | Old Trafford         | 2º posto in First Division                            |
| Middlesbrough     | dettagli | Middlesbrough | Ayresome Park        | 2º posto in Second Division, promosso                 |
| Norwich City      | dettagli | Norwich       | Carrow Road          | 18º posto in First Division                           |
| Nottingham Forest | dettagli | Nottingham    | City Ground          | 8º posto in First Division                            |
| Oldham Athletic   | dettagli | Oldham        | Boundary Park        | 17º posto in First Division                           |
| QPR               | dettagli | Londra        | Loftus Road          | 11º posto in First Division                           |
| Sheffield Utd     | dettagli | Sheffield     | Bramall Lane         | 9º posto in First Division                            |
| Sheffield Weds    | dettagli | Sheffield     | Hillsborough Stadium | 3º posto in First Division                            |
| Southampton       | dettagli | Southampton   | The Dell             | 16º posto in First Division                           |
| Tottenham         | dettagli | Londra        | White Hart Lane      | 15º posto in First Division                           |
| Wimbledon FC      | dettagli | Londra        | Selhurst Park        | 13º posto in First Division                           |

## Allenatori e primatisti
| Club              | Allenatore                                    | Calciatore più presente                                           | Cannoniere                      |
| ----------------- | --------------------------------------------- | ----------------------------------------------------------------- | ------------------------------- |
| Arsenal           | George Graham                                 | David Seaman (39)                                                 | Ian Wright (15)                 |
| Aston Villa       | Ron Atkinson                                  | Earl Barrett, Paul McGrath, Kevin Richardson, Steve Staunton (42) | Dean Sunders (12)               |
| Blackburn         | Kenny Dalglish                                | Bobby Mimms (42)                                                  | Alan Shearer (16)               |
| Chelsea           | Ian Porterfield (1ª-29ª) David Webb (30ª-42ª) | Andy Townsend (41)                                                | Mick Harford, Graham Stuart (9) |
| Coventry City     | Bobby Gould                                   | John Williams (40)                                                | Micky Quinn (17)                |
| Crystal Palace    | Steve Coppell                                 | Nigel Martyn, Eddie McGoldrick (42)                               | Chris Armstrong (15)            |
| Everton           | Howard Kendall                                | Gary Ablett, Neville Southall, Dave Watson (40)                   | Tony Cottee (12)                |
| Ipswich Town      | John Lyall                                    | David Linighan (42)                                               | Chris Kiwomya (10)              |
| Leeds Utd         | Howard Wilkinson                              | Lee Chapman (40)                                                  | Lee Chapman (13)                |
| Liverpool         | Graeme Souness                                | Mark Walters (34)                                                 | Ian Rush (14)                   |
| Manchester City   | Peter Reid                                    | David White (42)                                                  | David White (16)                |
| Manchester Utd    | Alex Ferguson                                 | Steve Bruce, Brian McClair, Gary Pallister, Peter Schmeichel (42) | Mark Hughes (15)                |
| Middlesbrough     | Lennie Lawrence                               | Paul Wilkinson (41)                                               | Paul Wilkinson (15)             |
| Norwich City      | Mike Walker                                   | Mark Bowen, Bryan Gunn, David Phillips (41)                       | Mark Robins (15)                |
| Nottingham Forest | Brian Clough                                  | Nigel Clough (42)                                                 | Nigel Clough (10)               |
| Oldham Athletic   | Joe Royle                                     | Mike Milligan (42)                                                | Ian Olney (12)                  |
| QPR               | Gerry Francis                                 | Clive Wilson (41)                                                 | Les Ferdinand (20)              |
| Sheffield Utd     | Dave Bassett                                  | Brian Deane (41)                                                  | Brian Deane (15)                |
| Sheffield Weds    | Trevor Francis                                | Nigel Worthington (40)                                            | Mark Bright, David Hirst (11)   |
| Southampton       | Ian Branfoot                                  | Tim Flowers (42)                                                  | Matthew Le Tissier (15)         |
| Tottenham         | Doug Livermore & Ray Clemence                 | Paul Allen, Neil Ruddock, Teddy Sheringham (38)                   | Teddy Sheringham (20)           |
| Wimbledon FC      | Joe Kinnear                                   | Robbie Earle (42)                                                 | Dean Holdsworth (19)            |

## Classifica finale
|             | Pos. | Squadra           | Pt | G  | V  | N  | P  | GF | GS | DR  |
| ----------- | ---- | ----------------- | -- | -- | -- | -- | -- | -- | -- | --- |
|             | 1.   | Manchester Utd    | 84 | 42 | 24 | 12 | 6  | 67 | 36 | +31 |
|             | 2.   | Aston Villa       | 74 | 42 | 21 | 11 | 10 | 57 | 40 | +17 |
|             | 3.   | Norwich City      | 72 | 42 | 21 | 9  | 12 | 61 | 65 | -4  |
|             | 4.   | Blackburn         | 71 | 42 | 20 | 11 | 11 | 68 | 46 | +22 |
|             | 5.   | QPR               | 63 | 42 | 17 | 12 | 13 | 63 | 55 | +8  |
|             | 6.   | Liverpool         | 59 | 42 | 16 | 11 | 15 | 62 | 55 | +7  |
|             | 7.   | Sheffield Weds    | 59 | 42 | 15 | 14 | 13 | 55 | 51 | +4  |
|             | 8.   | Tottenham         | 59 | 42 | 16 | 11 | 15 | 60 | 66 | -6  |
|             | 9.   | Manchester City   | 57 | 42 | 15 | 12 | 15 | 56 | 51 | +5  |
| [ 3 ] [ 4 ] | 10.  | Arsenal           | 56 | 42 | 15 | 11 | 16 | 40 | 38 | +2  |
|             | 11.  | Chelsea           | 56 | 42 | 14 | 14 | 14 | 51 | 54 | -3  |
|             | 12.  | Wimbledon FC      | 54 | 42 | 14 | 12 | 16 | 56 | 55 | +1  |
|             | 13.  | Everton           | 53 | 42 | 15 | 8  | 19 | 53 | 55 | -2  |
|             | 14.  | Sheffield Utd     | 52 | 42 | 14 | 10 | 18 | 54 | 53 | +1  |
|             | 15.  | Coventry City     | 52 | 42 | 13 | 13 | 16 | 52 | 57 | -5  |
|             | 16.  | Ipswich Town      | 52 | 42 | 12 | 16 | 14 | 50 | 55 | -5  |
|             | 17.  | Leeds Utd         | 51 | 42 | 12 | 15 | 15 | 57 | 62 | -5  |
|             | 18.  | Southampton       | 50 | 42 | 13 | 11 | 18 | 54 | 61 | -7  |
|             | 19.  | Oldham Athletic   | 49 | 42 | 13 | 10 | 19 | 63 | 74 | -11 |
|             | 20.  | Crystal Palace    | 49 | 42 | 11 | 16 | 15 | 48 | 61 | -13 |
|             | 21.  | Middlesbrough     | 44 | 42 | 11 | 11 | 20 | 54 | 75 | -21 |
|             | 22.  | Nottingham Forest | 40 | 42 | 10 | 10 | 22 | 41 | 62 | -21 |

Legenda:
      Campione d'Inghilterra e ammessa alla UEFA Champions League 1993-1994.
      Ammesse alla Coppa delle Coppe 1993-1994.
      Ammesse alla Coppa UEFA 1993-1994.
      Retrocesse in First Division 1993-1994.
Regolamento:
Tre punti a vittoria, uno a pareggio, zero a sconfitta.
A parità di punti le squadre vengono classificate secondo la differenza reti.

### Squadra campione
| Formazione tipo | Giocatori (presenze)      |
| --- | ------------------------- |
| Schmeichel Parker Bruce Pallister Irwin Sharpe Ince Giggs McClair Cantona Hughes | Peter Schmeichel (42)     |
| Schmeichel Parker Bruce Pallister Irwin Sharpe Ince Giggs McClair Cantona Hughes | Paul Parker (31)          |
| Schmeichel Parker Bruce Pallister Irwin Sharpe Ince Giggs McClair Cantona Hughes | Steve Bruce (42)          |
| Schmeichel Parker Bruce Pallister Irwin Sharpe Ince Giggs McClair Cantona Hughes | Gary Pallister (42)       |
| Schmeichel Parker Bruce Pallister Irwin Sharpe Ince Giggs McClair Cantona Hughes | Denis Irwin (40)          |
| Schmeichel Parker Bruce Pallister Irwin Sharpe Ince Giggs McClair Cantona Hughes | Lee Sharpe (27)           |
| Schmeichel Parker Bruce Pallister Irwin Sharpe Ince Giggs McClair Cantona Hughes | Paul Ince (41)            |
| Schmeichel Parker Bruce Pallister Irwin Sharpe Ince Giggs McClair Cantona Hughes | Ryan Giggs (41)           |
| Schmeichel Parker Bruce Pallister Irwin Sharpe Ince Giggs McClair Cantona Hughes | Brian McClair (42)        |
| Schmeichel Parker Bruce Pallister Irwin Sharpe Ince Giggs McClair Cantona Hughes | Éric Cantona (22)         |
| Schmeichel Parker Bruce Pallister Irwin Sharpe Ince Giggs McClair Cantona Hughes | Mark Hughes (41)          |
| Schmeichel Parker Bruce Pallister Irwin Sharpe Ince Giggs McClair Cantona Hughes | Allenatore: Alex Ferguson |
| Altri giocatori: Andrej Kančel'skis (27), Darren Ferguson (15), Clayton Blackmore (14), Bryan Robson (14), Mike Phelan (11), Dion Dublin (7), Danny Wallace (2), Nicky Butt (1), Neil Webb (1). |                           |

## Statistiche

### Squadra

#### Capoliste solitarie
|    | —— | ——  | ——  | ——  | ——           | ——           | ——           | ——           | ——           | ——  | ——  | ——  | ——  | ——           | ——           | ——           | ——           | ——           | ——           | ——           | ——           | ——  | ——  | ——  | ——  | ——  | ——             | ——             | ——             | ——             | ——  | ——             | ——             | ——             | ——             | ——             | ——             | ——             | ——             | ——             | ——             | —— |  |
|    |    | Cov | QPR | Bla | Norwich City | Norwich City | Norwich City | Norwich City | Norwich City | Bla | Nor |     |     | Norwich City | Norwich City | Norwich City | Norwich City | Norwich City | Norwich City | Norwich City | Norwich City |     |     |     | Nor |     | Manchester Utd | Manchester Utd | Manchester Utd | Manchester Utd |     | Manchester Utd | Manchester Utd | Manchester Utd | Manchester Utd | Manchester Utd | Manchester Utd | Manchester Utd | Manchester Utd | Manchester Utd | Manchester Utd |    |  |
|    |    |     |     |     |              |              |              |              |              |     |     |     |     |              |              |              |              |              |              |              |              |     |     |     |     |     |                |                |                |                |     |                |                |                |                |                |                |                |                |                |                |    |  |
|    |    |     |     |     |              |              |              |              |              |     |     |     |     |              |              |              |              |              |              |              |              |     |     |     |     |     |                |                |                |                |     |                |                |                |                |                |                |                |                |                |                |    |  |
| 1ª | 2ª | 3ª  | 4ª  | 5ª  | 6ª           | 7ª           | 8ª           | 9ª           | 10ª          | 11ª | 12ª | 13ª | 14ª | 15ª          | 16ª          | 17ª          | 18ª          | 19ª          | 20ª          | 21ª          | 22ª          | 23ª | 24ª | 25ª | 26ª | 27ª | 28ª            | 29ª            | 30ª            | 31ª            | 32ª | 33ª            | 34ª            | 35ª            | 36ª            | 37ª            | 38ª            | 39ª            | 40ª            | 41ª            | 42ª            |    |  |

#### Primati stagionali
- Maggior numero di vittorie: Manchester United (24)
- Minor numero di sconfitte: Manchester United (6)
- Migliore attacco: Sheffield Wednesday (76 goal fatti)
- Miglior difesa: Manchester United (36 reti subite)
- Miglior differenza reti: Manchester United (+36)
- Maggior numero di pareggi: Ipswich Town, Crystal Palace (16)
- Minor numero di pareggi: Everton (8)
- Maggior numero di sconfitte: Nottingham Forest (22)
- Minor numero di vittorie: Nottingham Forest (10)
- Peggior attacco: Arsenal (40 reti segnate)
- Peggior difesa: Oldham Athletic (74 reti subite)
- Peggior differenza reti: Middlesbrough, Nottingham Forest (-21)

### Individuali

#### Classifica marcatori
Fonte:
| Gol | Rigori |  | Giocatore          | Squadra                               |
| --- | ------ |  | ------------------ | ------------------------------------- |
| 22  | 4      |  | Teddy Sheringham   | Nottingham Forest (1), Tottenham (21) |
| 20  |        |  | Les Ferdinand      | QPR                                   |
| 19  |        |  | Dean Holdsworth    | Wimbledon                             |
| 17  | 1      |  | Micky Quinn        | Coventry City                         |
| 16  |        |  | David White        | Manchester City                       |
| 16  | 1      |  | Alan Shearer       | Blackburn                             |
| 15  |        |  | Chris Armstrong    | Crystal Palace                        |
| 15  |        |  | Brian Deane        | Sheffield United                      |
| 15  |        |  | Mark Hughes        | Manchester United                     |
| 15  |        |  | Mark Robins        | Norwich City                          |
| 15  |        |  | Paul Wilkinson     | Middlesbrough                         |
| 15  |        |  | Ian Wright         | Arsenal                               |
| 15  | 1      |  | Éric Cantona       | Leeds (6), Manchester United (9)      |
| 15  | 1      |  | Matthew Le Tissier | Southampton                           |